# جنجل ياباني
جُنْجُل ياباني نوعٌ من الجنجل الزراعي التزيني الحولي في فصيلة قنبية. ضروبه عديدة سوقها زبَّاء نحيلة عارشة تطول نحو ستة أمتار. أوراقها متقابلة معنقة خماسية أو سباعية التفصيص. نصلها لسن الشكل مدبب الزام الأخير. مخاريطها الزهرية صغيرة القد.

## معرِض الصور

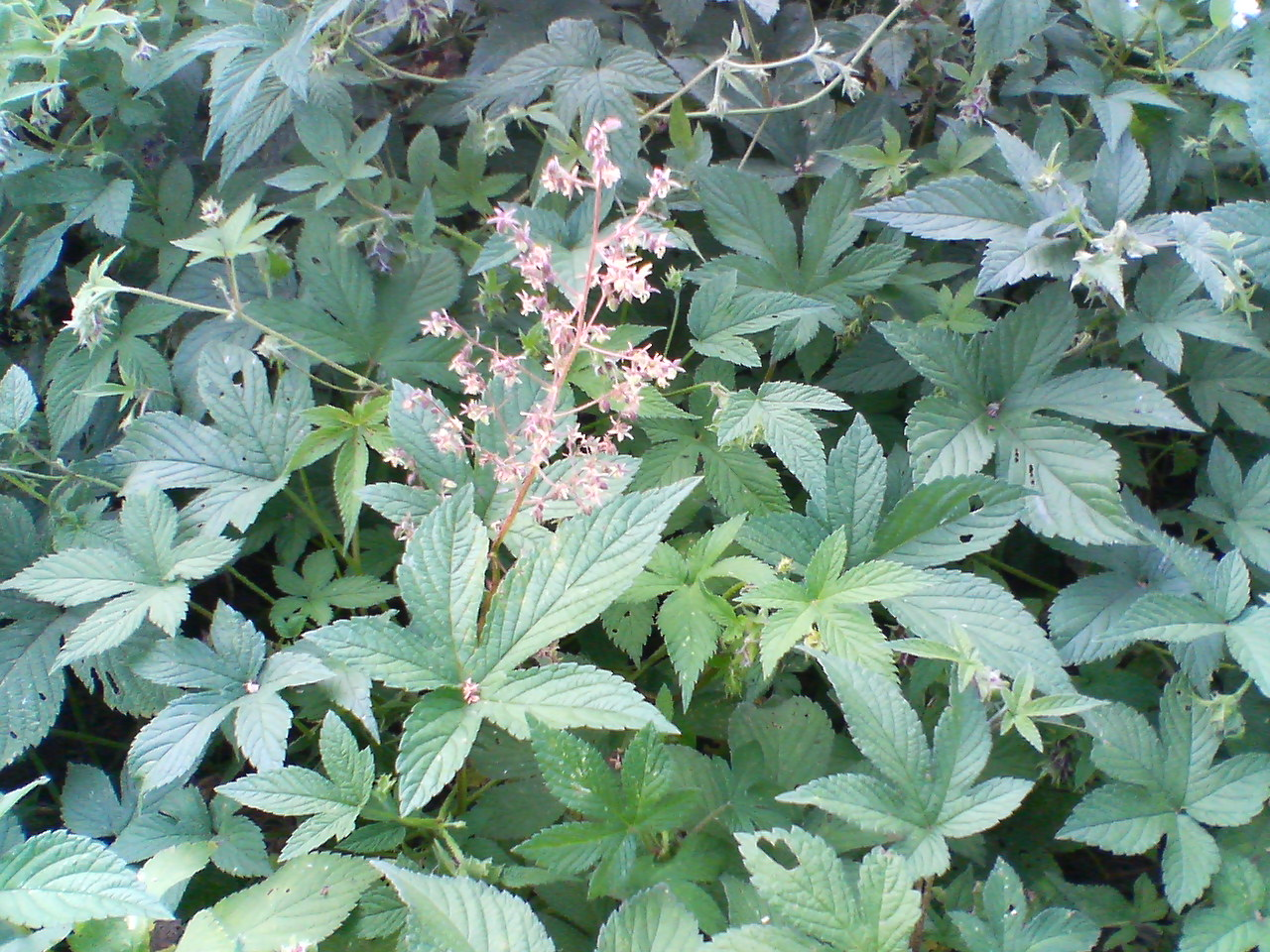
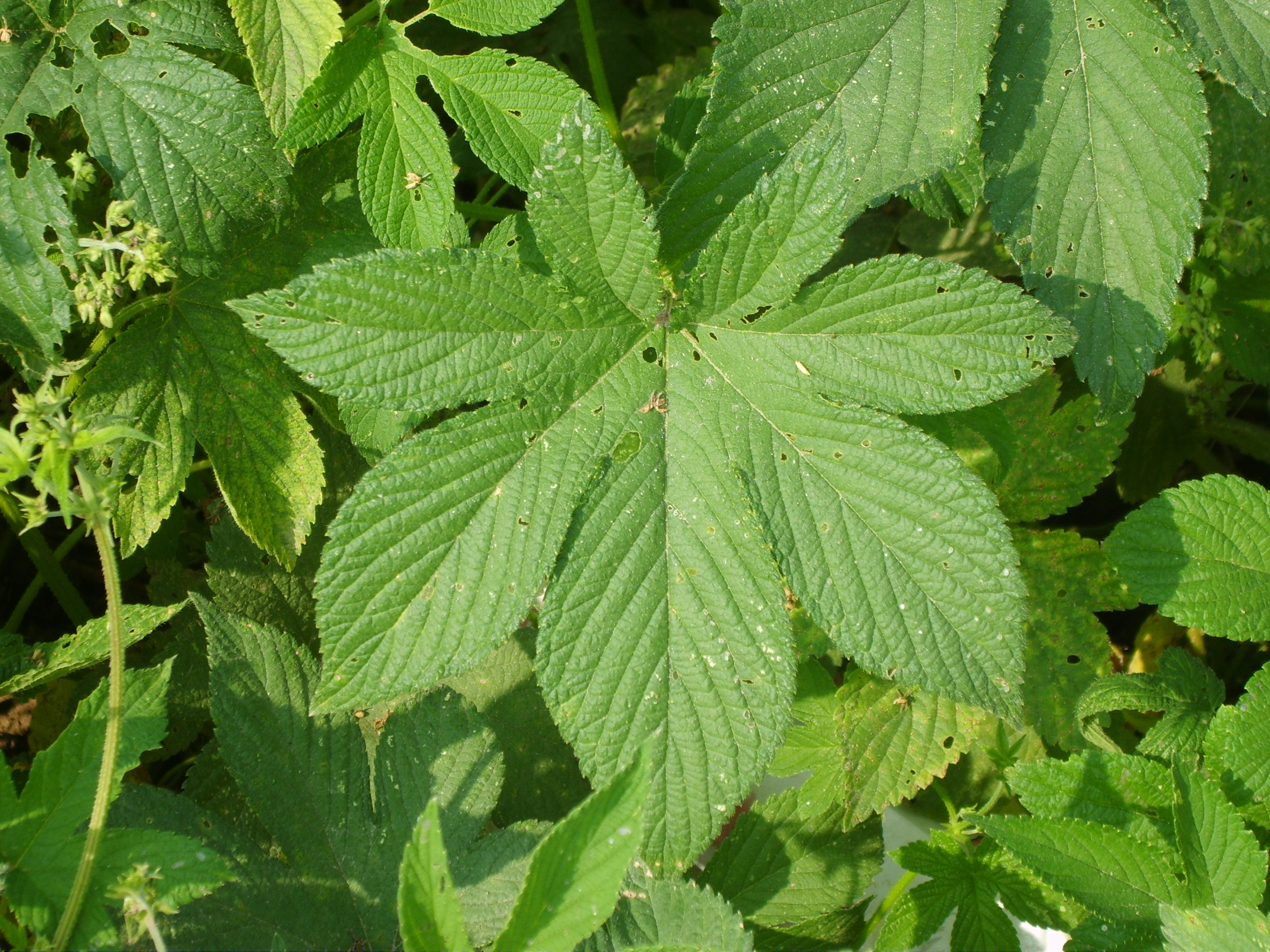
الأوراق
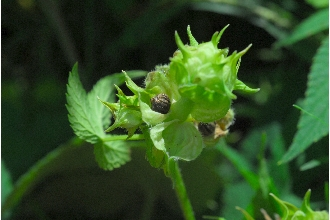
مخروط الزهر